# 7 океан
«7 океан» (Седьмой Океан) — белорусская рок-группа, исполняющая музыку в жанре прогрессивный-рок, или как уточняет интернет-ресурс Prog Archives — в стиле Symphonic Prog (Симфорок).

## История

### 1989—1994
Группа была основана в 1989 году. В коллективе в то время участвовали:
- Александр Елецкий — голос, клавишные,
- Геннадий Калауркин — гитара, голос,
- Игорь Михасев — ударные, голос,
- Виталий Гапоненко — бас-гитара, голос.

В таком составе группа записала два магнитофонных альбома: «Одна жизнь» (1989) и «Черные дыры» (1990).
Ещё одна программа 1990 года — «Сын Солнца» была записана с Александром Софиксом на барабанах, вместо временно покинувшего группу Игоря Михасева. Это был эпический прогрессивный рок, лирика которого была основана на произведении Пера Лагерквиста «Сивилла» («Sibyllan»).
Игорь Михасёв возвращается в «7 Океан» в 1991 году и группа начинает репетировать большую программу. Спустя три года, 17 июля 1994 года Игорь Михасев трагически ушёл из жизни. После такой потери, в тот момент, остальные участники коллектива не смогли заставить себя продолжать свое творчество — группа распалась.

### с 1994 г
Второе рождение «7 океана» состоялось в 2004 году. Александр Елецкий, Александр Софикс и Сергей Старосотский (преданный фанат группы, который сам был талантливым музыкантом) возобновили творчество группы, с головой окунувшись в работу над очередной большой программой. Начался новый период в творчестве «7 океана».
В 2008 году московский лейбл Mals Records издал на компакт-диске концептуальную программу «Таинственная раса странных существ» (MALS 270) . Это был первый официальный релиз «7 океана» и дебютный альбом в официальной дискографии группы. Альбом получил хорошую критику, а Prog Archives включил «7 океан» в свою базу групп, исполняющих прог-рок .
В 2009 и 2010 годах, группа выпустила в виде цифровых релизов два альбома — «Возвратись под Солнце» и «Одна жизнь» соответственно. И если альбом «Возвратись под Солнце» содержал новый материал, то «Одна жизнь» это творчески переработанная и заново исполненная программа 1989 года.
Летом 2013 года состоялся цифровой релиз четвёртого альбома «7 океана» Диапауза". А весной 2014 — альбом издал лейбл Mals Records (MALS 404).
В 2016 году Mals Records (MALS 413) выпускает очередной альбом группы «Сын Солнца». Альбом содержит пять треков, один из которых абсолютно новая инструментальная композиция, которой не было в программе 1990 года . Альбом получил неплохую критику.
Летом 2017 года «7 океан» закончил работу над альбомом «Последний уровень». Его тоже собирался издавать лейбл Mals Records, но лейбл закрылся, не выпустив альбом. Музыканты не стали искать новый лейбл, и в ноябре состоялся цифровой релиз альбома .
В 2020 году «7 океан» записали и выпустили инструментальный альбом «Зигзаги».
В январе 2024 году вышел новый альбом «Отец бездны».
В Великобритании, в ежемесячном глянцевом печатном издании — Powerplay Rock & Metal Magazine
опубликована рецензия на альбом «Отец бездны»!

## Состав 1989—1994
- Александр Елецкий — вокал, клавишные.
- Геннадий Калауркин — гитара, вокал.
- Игорь Михасев — ударные, вокал (в 1990 г. на время оставил группу, вернулся в 1991).
- Виталий Гапоненко — бас-гитара, вокал.
- Александр Софикс — ударные (вторая половина 1990 г.).

## Действующий состав
- Александр Елецкий — клавишные, вокал.
- Олег Гриневич (с 2010 г.) — гитара, бас-гитара, вокал.
- Сергей Старосотский — синтезатор, вокал.
- Александр Софикс — ударные.

## Сессионные музыканты
- Олег Гриневич — гитара (2009).
- Владимир Столяров — бас-гитара (2009, 2013).
- Игорь Козырев — гитара (2010).
- Александр Чугаев — гитара, вокал (2013).

## Дискография
1. 2008 — Таинственная раса странных существ
2. 2009 — Возвратись под Солнце
3. 2010 — Одна жизнь
4. 2013 — Диапауза
5. 2016 — Сын Солнца
6. 2017 — Последний уровень
7. 2020 — Зигзаги
8. 2024 — Отец бездны